# Кооперативност
Кооперативност је спремност на сарадњу у тимском раду. Карактерише је и толерантан однос према другачијем мишљењу и понашању, затим, поштовање личности сарадника, несебична помоћ другом члану групе, развијена свест о заједничком циљу који се може постићи. Може имати и негативну конотацију, у значењу послушности и неопирања захтевима надређеног ауторитета.